# Nationalparks im Vereinigten Königreich
In Großbritannien gibt es 15 Nationalparks. Die Parks sind folgendermaßen verteilt:
- 10 in England
- 3 in Wales und
- 2 in Schottland

Die drei ersten Nationalparks wurden 1951 in England errichtet.
In Nordirland gibt es noch keine Nationalparks, aber es bestehen Bemühungen einen Park in den Mourne Mountains einzurichten.
Kein einziger Nationalpark Großbritanniens erfüllt die strengen Kriterien der Weltnaturschutzunion IUCN. Sie wurden daher alle in die zweitschwächste Kategorie V (Geschützte Landschaft) eingestuft. Demgegenüber werden jedoch 24 (National) Nature Reserves in Schottland von der IUCN unter der Kategorie II (Nationalpark) gelistet. Das größte ist der ca. 165 km² große The Great Trossachs Forest, der innerhalb des Loch-Lomond-and-the-Trossachs-Nationalparks liegt.

## Nationalparks in England
Alle Nationalparks Großbritanniens zusammen bedecken etwa 7 % der Landesfläche.
Die Nationalparks in England und Wales unterliegen den Bestimmungen des National Parks and Access to the Countryside Act 1949. Im Gegensatz zu den Nationalparks vieler anderer Staaten sind die englischen Nationalparks nicht im Staatsbesitz und auch nicht unter staatlicher Verwaltung. Jeder Nationalpark wird von einem eigenen Nationalparkbüro verwaltet. Die Nationalparks können sogar größere Siedlungen umfassen. Ein großer Teil der Nationalparkfläche befindet sich in Privatbesitz.
Geschätzte 110 Millionen Menschen pro Jahr besuchen die Nationalparks in England und Wales.
| \| \| |
|       |

|  |

| \| \| |
|       |

|  |

| \| \| |
|       |

|  |

| \| \| |
|       |

|  |

| \| \| |
|       |

|  |

| \| \| |
|       |

|  |

| \| \| |
|       |

|  |

| \| \| |
|       |

|  |

| \| \| |
|       |

|  |

| \| \| |
|       |

|  |

## Nationalparks in Wales
Die drei Nationalparks in Wales bedecken rund 20 % der Landesfläche.
| \| \| |
|       |

|  |

| \| \| |
|       |

|  |

| \| \| |
|       |

|  |

## Nationalparks in Schottland
Die beiden Nationalparks in Schottland bedecken etwa 7 % der Landesfläche.
| \| \| |
|       |

|  |

| \| \| |
|       |

|  |